# Орленко Олександр Петрович
Олександр Петрович Орленко (14 січня 1954, Челябінськ, СРСР) — радянський хокеїст і білоруський тренер.

## Біографічні відомості
Вихованець ДЮСШ спортклубу Челябінського тракторного заводу (тренер — Петро Васильович Дубровін). Срібний призер молодіжного чемпіонату СРСР 1972 року. У фінальній групі челябінці поступилися одним очком московському ЦСКА. Олександр Орленко був визнаний кращим воротарем турніру. Серед його партнерів найбільш відомими стали Сергій Бабінов і Петро Природін.
З 1973 року грав за команду майстрів другої ліги «Будівельник» (Караганда, Казахська РСР). У сезоні 1978/1979 був направлений на стажування до клубу першої ліги «Шинник» (Омськ). За тогочасним положенням міг провести у Омську не більше 10 матчів. Відомо, що першу гру провів 21 вересня 1978 року проти «Латвіяс Берзс» (5:5). У першій половині 80-х виступав за динамівські команди з Мінська і Харкова. У складі білоруської команди провів у вищій лізі СРСР 9 матчів, разом з українським клубом — боровся за позитивний результат у першій лізі. У Харкові був дублером Олександра Семенова. Потім захищав кольори череповецького «Металурга».
В середині 90-х виступав у чемпіонаті Білорусі за команду «Торпедо» (Мінськ). Працював тренером воротарів у білоруських клубах «Керамін» (Мінськ), «Вітебськ», «Динамо» (Раубичі).